# Jordbærtræ
Jordbærtræ (Arbutus) er en slægt med ca. 10 arter, som er udbredt i Europa, Nordamerika, Mellemamerika og Sydamerika. Det er stedsegrønne træer eller buske med glat og afskallende, rødbrun til grå bark. Bladene er spredtstillede, hele, stilkede og læderagtige. Bladranden er hel eller savtakket, og oversiden er blank. Blomsterne er samlet i endestillede stande. De enkelte blomster er 5-tallige med krukkeformet, hvid eller rød krone. Frugterne er bær med vortet skind og mange frø.
| Beskrevne arter |

- Almindelig jordbærtræ (Arbutus unedo)
- Amerikansk jordbærtræ (Arbutus menziesii) – Madrone
- Østligt jordbærtræ (Arbutus andrachne)

| Andre arter |

- Arbutus arizonica
- Arbutus canariensis
- Arbutus glandulosa
- Arbutus peninsularis
- Arbutus xalapensis

Note
1. ↑  En nyere undersøgelse af ribosom-DNA hos Arbutus og nærtstående slægter antyder, at Arbutus er parafyletisk, og at arterne fra Middelhavsområdet er nærmere beslægtede med Arctostaphylos, Arctous, Comarostaphylis, Ornithostaphylos og Xylococcus, end de er med de amerikanske arter af Arbutus. Se L.C. Hileman, M.C. Vasey og V.T. Parker: Phylogeny and Biogeography of the Arbutoideae (Ericaceae): Implications for the Madrean-Tethyan Hypothesis, 2001 i Systematic Botany nr. 26 (engelsk)